# Военноисторическа комисия
Военноисторическата комисия при Щаба на армията в отдел при Щаба на армията създаден с цел да събере и систематизира документите и материалите за войните на българския народ и да напише историята на тези войни.

## История
Военноисторическата комисия при Щаба на армията е създадена на 1 август 1914 г. с височайши указ № 39 на цар Фердинанд към ЩА със задача да напише историята на Сръбско-българската война. Започва събирането на документи, свързани с тази война, но поради факта, че голяма част от командирите решават да ги запазят с цел да го издадат по-късно като мемоари, се налага Оперативното отделение на 2 юни 1914 г. да издаде предписание с което се нарежда на всички началници на инспекционните области, дивизиите, инспекторите на артилерията, конницата, инженерните войски, съдебните и санитарните части, главното интендантство, щаба на Македоно-одринското опълчение, началника на военно-учебните заведения да представят всички документи с историческо значение – реляции, дневници за военни действия и др. Постепенно са събрани огромно количество документи, които трябва да бъдат надлежно систематизирани и съхранени на подходящи места. Поради подготовката за участие в Първата световна война (1915 – 1918) голяма част от офицерите от комисията са мобилизирани, което налага нейното разпускане със заповед по Военното ведомоство № 468 от 7 септември 1915 г.
Съгласно служебно писмо № 1450 от 2 юни 1917 г. при Щаба на действуващата армия се формирало Военноисторическо отделение първоначално в Кюстендил, а по-късно в разширен състав преместено в София. Целта на отделението е да събира и систематизира материали за съставяне на история на Първата световна война (1915 – 1918), което и прави през цялата война. През 1918 г. началникът на отделението е командирован в Германия и Австро-Унгария с цел проучване на организацията на военноисторическите архиви в тези държави.
След края на Първата световна война към отделението се формират две секции – „Военноисторически архив“ и „Библиотека“. В началото на 1921 г. отделението е преименувано обратно на „Военноисторическа комисия“. Дейността на комисията по издирване на материали, свързани с трите войни се активизира. От дивизиите и полковете се изискват дневници, реляции, спомени от офицери, участници във войните, документи, запазени от частни лица. При липса на оригинали се изискват запазени преписи. През 1922 г. документите от войната се систематизират и се съставя подробен указател. От 1926 г. започва събиране на информация за устройството на архивните институти в други страни. През този период усилено се работи върху историята на Балканските войни 1912 – 1913 г.
През 1927 г. започва издаването на списание „Военноисторически сборник“. През 1931 г. към комисията се създава отделение за музеите, паметниците и гробовете. В периода от 1926 – 1943 г. ВИК издава девет тома „Военна история“.
В началото на 1946 г. Военноисторическата комисия при Щаба на войската е реорганизирана във Военноисторически отдел.
Архивът на комисията се съхранява във фонд 42М в Държавния военноисторически архив във Велико Търново. Той се състои от 327 архивни единици от периода 1912 – 27 декември 1956 г.

## Наименования
- Военноисторическа комисия при Щаба на армията (1 август 1914 – 7 септември 1915)
- Военноисторическо отделение (2 юни 1917 – началото на 1921)
- Военноисторическа комисия (началото на 1921 – 1946)

## Началници и председатели
Званията са към датата на заемане на длъжността.
| №  | звание        | име                | дати                               |
| -- | ------------- | ------------------ | ---------------------------------- |
| 1. | Подполковник  | Константин Живков  | 1 август 1914 – 2 октомври 1914    |
| 2. | Подполковник  | Марко Андреев      | 2 октомври 1914 – 2 септември 1915 |
|    | Полковник     | Никола Бакърджиев  | 25 ноември 1919 – 1 юни 1920       |
|    | Полковник     | Константин Соларов | 1 юни 1920 – 11 август 1922        |
|    | Полковник     | Никола Бакърджиев  | 11 август 1922 – 4 юли 1923?       |
|    | Полковник     | Иван Филипов       | от 1930                            |
|    | Генерал-майор | Тодор Георгиев     | 2 май 1933 – април 1934?           |
|    | Генерал-майор | Никола Недев       | 1936 – 1938                        |